# Ghee

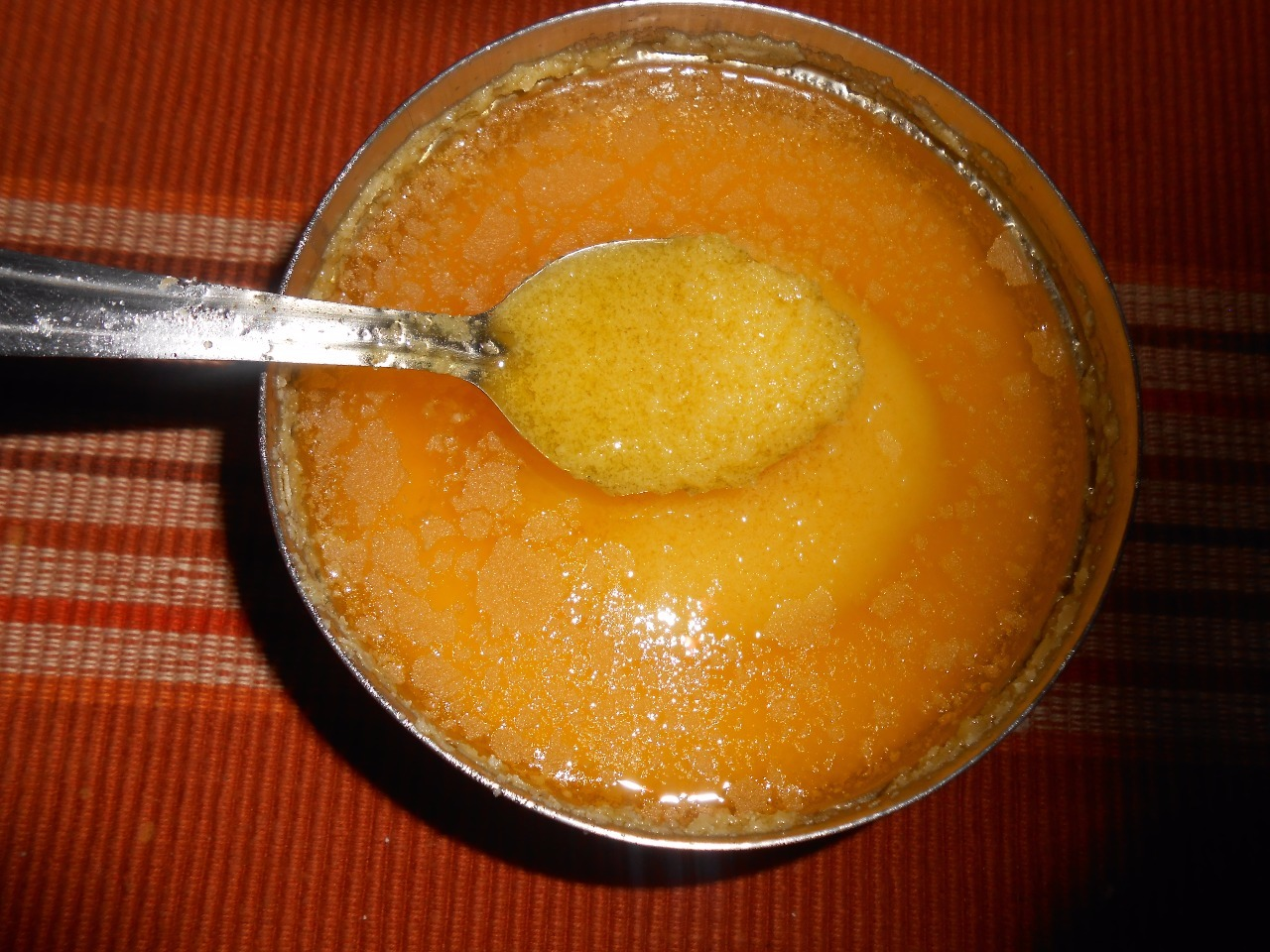
Privat hergestelltes Ghee in Indien

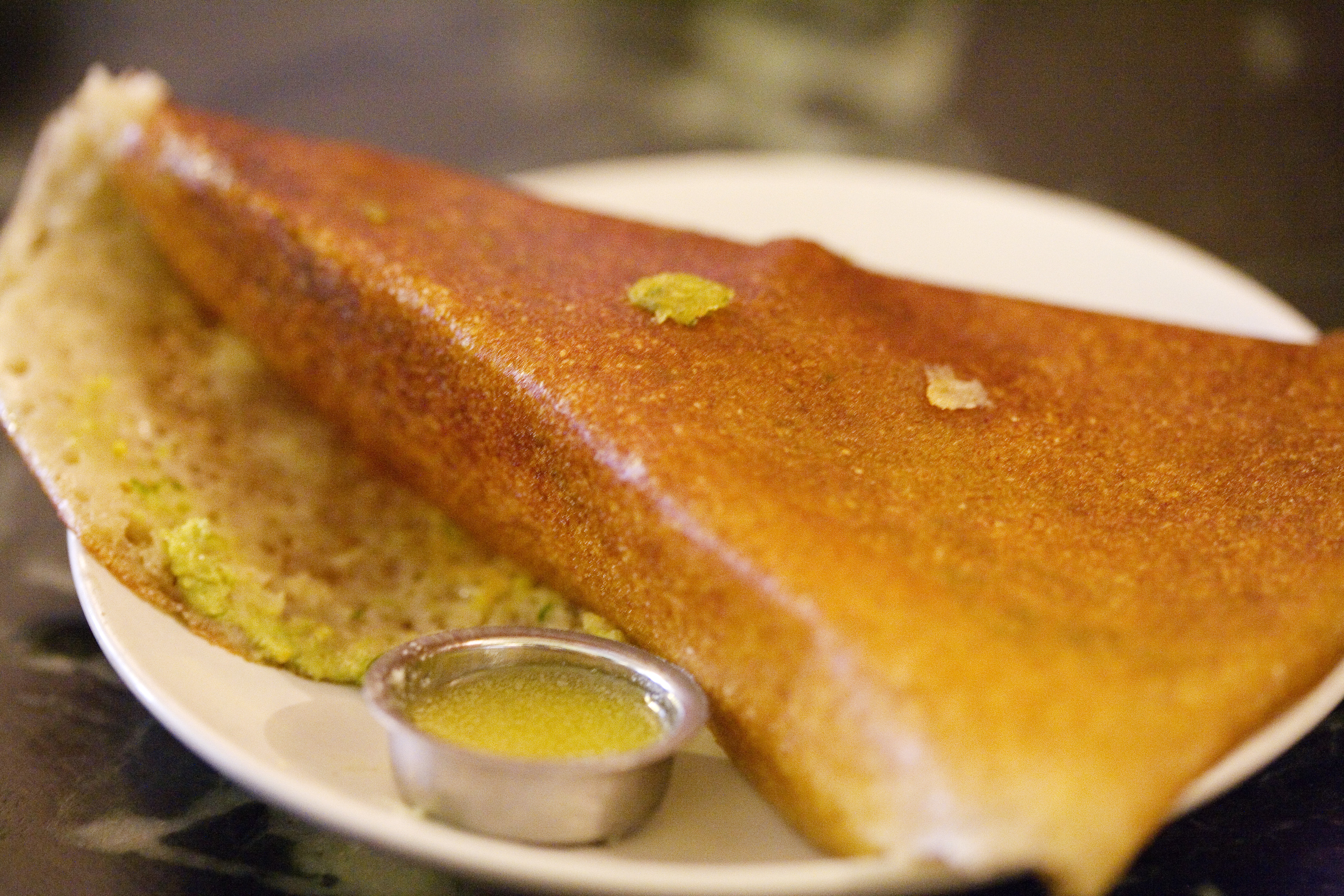
Dosa mit Ghee

Ghee ist der in Indien und Pakistan gebräuchliche Begriff für Butterschmalz und gehört in der indischen und pakistanischen Küche seit Jahrhunderten zu den wichtigsten Speisefetten. Es handelt sich dabei um Fett, welches aus Butter durch verschiedene Verfahren gewonnen wird. Im Unterschied zu Butter enthält Ghee so gut wie keine Milchproteine und nur noch sehr wenig Wasser.

## Herstellung
Das indische Ghee (anhörenⓘ) ([gʰiː]; Sanskrit ghṛta, n.; Hindi घी, ghī, m.; engl. ghee) wird in unterschiedlichen Verfahren hergestellt (in Nordindien anders als in Südindien) und hat deshalb auch unterschiedliche Qualitäten, Geschmacksausprägungen und Haltbarkeiten. Die Methoden sind:
- Desi-Methode: Makkhan (dt. Butter) wird gesammelt, bis so viel beisammen ist, dass sich die Gheeherstellung lohnt. Während der Sammel- und Lagerzeit wird die Butter säuerlich. Schließlich wird sie in einem Eisentopf über offenem Feuer (traditionell aus Kuhdung oder Holz) erhitzt. Milchfett nimmt Aroma leicht auf, weshalb das so gewonnene Ghee leicht rauchig schmeckt. Der entstehende Schaum wird mit einer Kelle abgeschöpft. In Nordindien wird mit niedrigeren Temperaturen gearbeitet als im Süden, weshalb das nordindische Ghee mehr Restfeuchtigkeit hat als das aus dem Süden. Grundsätzlich ist die verwendete Temperatur nicht fixiert, vielmehr regional sehr unterschiedlich, weil sich dadurch auch unterschiedliche Geschmacksrichtungen herausarbeiten lassen, was auch erwünscht ist. Der Fettgehalt des fertigen Ghees liegt bei dieser Herstellungsart bei 85–88 %. Die Haltbarkeit ist jedoch begrenzt.
- Creme-Butter-Methode: Diese Methode wird vor allem in kleineren bis mittleren Milchverarbeitungsbetrieben angewandt. Bei niedriger Temperatur wird die Butter geschmolzen, dann die Temperatur auf über 90 °C erhöht. Der entstehende Schaum wird abgeschöpft. Wenn dann die Feuchtigkeit zurückgeht, erhöht sich die Temperatur, weshalb in diesem Stadium die Temperatur kontrolliert werden muss (maximal 110–120 °C). Das letzte Stadium erkennt man daran, dass kleine Quark-Partikel braun ausflocken. Die hohen Temperaturen und die Kochprozedur wirken sich auf den Geschmack des Endproduktes aus.
- Direkt-Creme-Methode: Hierbei handelt es sich um die kostengünstigste Methode für große Mengen im Bereich der industriellen Herstellung. Aus der Milch wird die Ghee-Creme separiert. Man lässt die Milch aufrahmen und schöpft den Rahm ab. (man erspart sich den Prozess der Buttererzeugung d. h. das Schlagen des Rahms). Diese Creme (der Rahm) wird dann erhitzt (Bearbeitungsschritte ähnlich Creme-Butter-Methode). Nachdem man das Ghee etwas hat abkühlen lassen, wird es durch ein Baumwolltuch abgeseiht. Mit der Direkt-Creme-Methode gewinnt man ein Ghee mit einem Fettgehalt von 93–95 %. Mit dieser Herstellungsmethode erreicht man die beste Haltbarkeit.
- Vorschicht-Methode: Wenn Butter für 15–30 Minuten ungestört auf einer Temperatur von 80–85 °C gehalten wird, so entstehen drei Schichten. Die oberste Schicht besteht aus vergälltem Quark, die mittlere aus Fett und die unterste Schicht aus Buttermilch. In der untersten Schicht (Buttermilch) sammeln sich so etwa 80 % der in der Butter enthaltenen Feuchtigkeit und 60–70 % der Feststoffe (jedoch nicht das Fett). Die unterste Schicht wird nun sorgfältig abgelassen, ohne die beiden oberen Schichten zu stören. Dann wird die Temperatur der beiden verbliebenen Schichten auf 110–120 °C erhöht.

Die indischen Herstellungsverfahren sind unterschiedlich und grundsätzlich in Ausschmelz- und Siedeverfahren einzuteilen. Die traditionelle Methode, die in vielen indischen Haushalten angewendet wird, ist die Desi-Methode, ein Ausschmelzverfahren.
Auch in der Ayurvedischen Heilkunde wird Ghee verwendet, wobei authentisches Ghee unter ayurvedischen Gesichtspunkten ausschließlich im Siedeverfahren herzustellen ist. Dieses Siedeverfahren ist ähnlich der Creme-Butter-Methode, wobei man hiervon abweichend die Butter vorher zerstückelt und die Stücke wäscht (um die Milchproteine abzuwaschen – bei dieser Methode wird das im Inneren der Butterstücke enthaltene Protein allerdings nicht entfernt). Je nach Ayurveda-Schule wird der Siedeschaum entweder abgeschöpft, teilweise abgeschöpft oder gar nicht, ebenso wird auf den letzten Schritt – das braune Ausflocken – bewusst verzichtet oder dieser zugelassen. Interessant ist, dass man im Ayurveda auf die traditionelle Desi-Methode verzichtet (Butter vorher säuerlich werden lassen, ausschmelzen statt sieden, Schaum auf jeden Fall abschöpfen).
In der traditionellen indischen Heilkunde des Ayurveda werden ihm gesundheitsfördernde und entzündungshemmende Wirkungen zugeschrieben, so unter anderem bei den Netra Tarpana genannten Augenbädern (auch als „Goldener Blick“ bekannt) mit erwärmtem Ayurveda-Ghee. Bei hinduistischen Pujas spielt Ghee ebenfalls eine wichtige Rolle. Obendrein werden die meisten indischen Öllampen mit flüssigem Ghee betrieben.
In der vegetarischen Küche existiert eine Vielzahl an Brotaufstrichen, die auf der Basis von Ghee hergestellt werden.

## Analytik
Zur Bestimmung der Inhaltsstoffe kann die Gaschromatographie  auch in Kopplung mit der Massenspektrometrie eingesetzt werden.

## Gesundheit
In einer Untersuchung auf den Oxysterol-Gehalt von Lebensmitteln wies Ghee von allen untersuchten Lebensmitteln den höchsten Wert auf (250 µg/g im Vergleich zu bspw. Würstchen mit 5 µg/g). Oxysterole entstehen bei Oxidation von Cholesterin. Sie haben toxische und entzündungsfördernde Eigenschaften und sind mit arteriosklerotischen und neurodegenerativen Erkrankungen assoziiert.